# 细足短浆蟹
细足短桨蟹（学名：Thalamita tenuipes）为梭子蟹科短桨蟹属的动物。分布于拉克代夫群岛、马尔代夫群岛以及中国大陆的西沙群岛等地，生活环境为海水，多见于珊瑚礁中。